# Moderats
Moderats és un partit polític d'inspiració centrista i liberale activo al Piemont. El líder de la formació política és Giacomo Portas, diputat electe a les llistes del Partit Democràtic.
El partit fou creat el gener de 2006 d'una escissió de Forza Italia dirigida per Giacomo Portas i Giuliano Manolino, conseller regional. Al grup se li uniren Giovanni Pizzale (conseller regional d'Itàlia dels Valors), Mauro Laus (provinent del PD) i Graziella Valloggia (provinent de Rifondazione Comunista).
A les eleccions administratives del 2007 assoliren el 4% a Torí i Cuneo, l'8% a Grugliasco i el 10% a Moncalieri. Aquests resultats l'aconvertiren en la segona força política de centreesquerra de la regió. A les eleccions legislatives italianes de 2008 Giacomo Portas fou elegit diputat dins les llistes del Partit Democràtic en la circumscripció Piemont 1 en virtut d'un acord electoral. En moltes altres circumscripcions els moderats es presentaren a la Lista dei grilli parlanti.
El partit prendrà pròximament el nom de Moderats Liberal Reformistes.
El 2008 s'adheriren al moviment diverses associacions culturals i polítiques locals com Torí Liberal, mentre que en el pla nacional col·laboren amb el PLI.